# Periphyllus allogenes
Periphyllus allogenes är en insektsart. Periphyllus allogenes ingår i släktet Periphyllus och familjen långrörsbladlöss. Inga underarter finns listade i Catalogue of Life.